# Farmer cheese

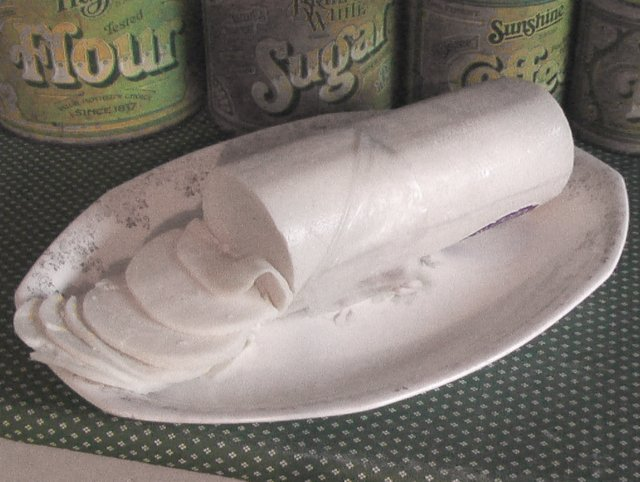
Farmer Cheese

Farmer cheese o Baker's cheese (también farmer's cheese o farmers' cheese) es un queso sencillo tradicional a menudo usado para rellenos en comida. Con este nombre se conoce a un queso fresco que se elabora en los Estados Unidos con leche desnatada, a partir de un cottage cheese que se mete en un molde y se presiona para sacar el líquido. A veces se enrolla en una mezcla de hierbas y otros aromas, o se envuelve en lonchas muy finas de carne ahumada. Es un queso firme, bastante granuloso, blanco, bajo en grasas con un gusto ligeramente agrio. Puede ser cortado o desmigajado, y es un buen ingrediente para cocer y hacer pastel de queso. A veces este tipo de queso se combina con cebollino cortado o fruta para crear un queso sabroso o dulce. 